# Rozmowa z człowiekiem z szafy
Rozmowa z człowiekiem z szafy – polski film dramatyczny z 1994 roku w reżyserii Mariusza Grzegorzka, na podstawie opowiadania Iana McEwana pod tym samym tytułem.

## Obsada
- Bożena Adamek – matka
- Rafał Olbrychski – Karol
- Karol Cieślar – trzyletni Karol
- Maciej Wilk – siedmioletni Karol
- Adam Ferency – szef kuchni
- Marek Walczewski – nauczyciel
- Stanisława Celińska – listonoszka
- Leon Niemczyk – inspektor
- Ewa Frąckiewicz – stara pani Weiss
- Marek Siudym – narzeczony matki
- Piotr Pawłowski – Śmierć
- Wiesława Mazurkiewicz – stara grabarka
- Katarzyna Bargiełowska – młoda kucharka
- Alicja Cichecka – kucharka
- Zofia Kopacz-Uzelac – kucharka